# Weru (Weru)
Weru is een bestuurslaag in het regentschap Sukoharjo van de provincie Midden-Java, Indonesië. Weru telt 3204 inwoners (volkstelling 2010).